# Singles 1963–1965
Singles 1963–1965 es un box set recopilatorio de los Sencillos y EP's de la banda The Rolling Stones este abarca todo lo publicado desde 1963 a 1965.  Este es uno de los últimos lanzamientos de la disquera ABKCO Records, quien tiene la licencia de los trabajos en estudio de The Rolling Stones desde 1963 a 1970, Singles 1963–1965 es el primero de tres volúmenes consecutivos para conmemorar las versiones que no aparecen en los LP's oficiales durante esta época..
Si bien el set cuenta con réplicas de las portadas de todos los sencillos, (hasta los CD son negros como emulando los vinilos), esta placa —y sus dos sucesoras, tuvieron algunas críticas ya que previamente había sido publicado Singles Collection: The London Years de 1989 el cual ya incluía los sencillos de la banda. Sin embargo, Singles 1963-1965 se destaca por ser el primer lanzamiento que recoge los tres EP's de la banda publicados por Decca Records entregados solo para el Reino Unido durante 1964 y 1965.
El periodista Nigel Williamson aporto las líneas del box set.

## Track listing
Todas las canciones compuestas por Mick Jagger y Keith Richards, excepto donde lo indica
CD 1
1. "Come On" (Chuck Berry) – 1:48
2. "I Want to Be Loved" (Willie Dixon) – 1:52

CD 2
1. "I Wanna Be Your Man" (John Lennon/Paul McCartney) – 1:44
2. "Stoned" (Nanker Phelge) – 2:07

CD 3The Rolling Stones
1. "Bye Bye Johnny" (Chuck Berry) – 2:09
2. "Money" (Berry Gordy Jr./Janie Bradford) – 2:31
3. "You Better Move On" (Arthur Alexander) – 2:39
4. "Poison Ivy" (Jerry Leiber/Mike Stoller) – 2:06

CD 4
1. "Not Fade Away" (Norman Petty/Charles Hardin) – 1:47
2. "Little by Little" (Nanker Phelge/Phil Spector) – 2:39

CD 5
1. "It's All Over Now" (Bobby Womack/Shirley Jean Womack) – 3:28
2. "Good Times, Bad Times" – 2:30

CD 6Five by Five
1. "If You Need Me" (Robert Batemen/Wilson Pickett) – 2:03
2. "Empty Heart" (Nanker Phelge) – 2:37
3. "2120 South Michigan Avenue" (Nanker Phelge) – 2:07
4. "Confessin' the Blues"(Walter Brown/Jay McShann) – 2:48
5. "Around and Around" (Chuck Berry) – 3:05

CD 7
1. "Tell Me" – 2:37
2. "I Just Want to Make Love to You" (Willie Dixon) – 2:17

CD 8
1. "Time Is on My Side" (Norman Meade) – 2:52
2. "Congratulations" – 2:28

CD 9
1. "Little Red Rooster" (Willie Dixon) – 3:05
2. "Off the Hook" – 2:34

CD 10
1. "Heart of Stone" – 2:46
2. "What a Shame" – 3:03

CD 11
1. "The Last Time" – 3:42
2. "Play with Fire" (Nanker Phelge) – 2:14

CD 12Got Live If You Want It!
1. "We Want The Stones" (Nanker Phelge) – 0:13
2. "Everybody Needs Somebody to Love" (Solomon Burke/Bert Russell/Jerry Wexler) – 0:36
3. "Pain in My Heart" (Naomi Neville) – 2:03
4. "Route 66" (Bobby Troup) – 2:36
5. "I'm Moving On" (Hank Snow) – 2:13
6. "I'm Alright" – 2:22